# ثيال

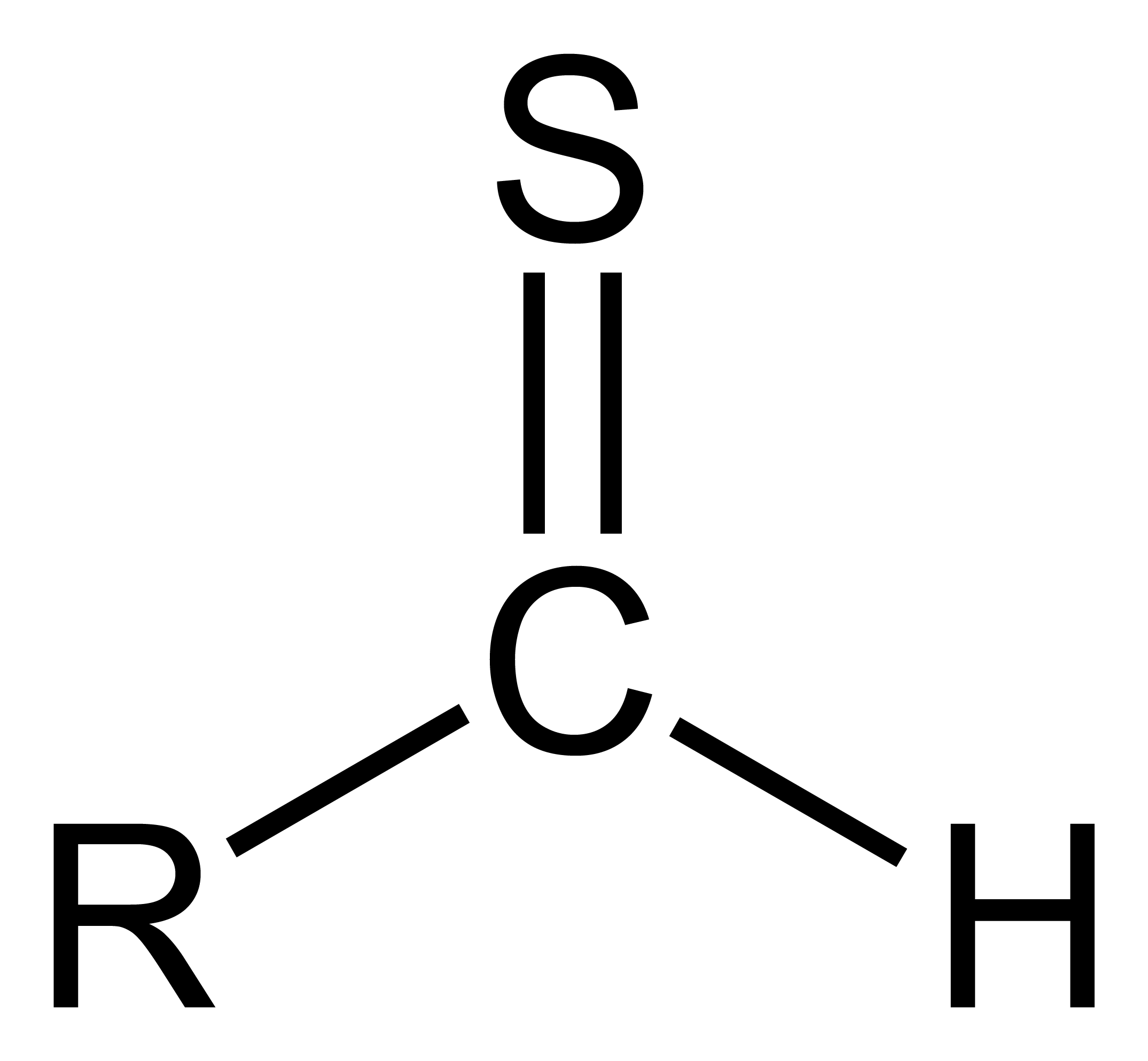
الصيغة العامة لمجموعة ثيال الوظيفية.

ثيال (أو ثيوألدهيد) في الكيمياء العضوية هي مجموعة وظيفية شبيهة بمجموعة الألدهيد، إلا أن فيها تحل ذرة كبريت موضع ذرة الأكسجين لتصبح صيغتها العامة: RC(S)H. تتميز الثيالات أنها أكثر نشاطاً كيميائياً من مركبات ثيوكيتون.
بسبب النشاط الكيميائي الكبير لمركبات الثيال فمن الصعب عزلها، كما هو الحال مع مركب ثيوفورمالدهيد، الذي يتفاعل فوراً إلى ثلاثي الوحدات الحلقي تريثيان. في مثال آخر، فإن مركب ثيوأكريلين H2C=CHCH=S، (والمتشكل من مركب أليسين الموجود في الثوم)، يخضع إلى تفاعل ديلز-ألدر ذاتي ليعطي مركبات فاينيل ديثين Vinyldithiin المتصاوغة.